# Jean-Baptiste Fauvelet
Jean-Baptiste Fauvelet, né à Bordeaux le 9 juin 1819, mort à Chartres le 14 mars 1883, est un peintre et lithographe français.

## Biographie
Jean-Baptiste Fauvelet est l'élève du peintre Pierre Lacour.
Il est professeur de dessin au collège de Chartres.
Fauvelet débute au Salon de Paris de 1845 et y expose jusqu'en 1870. C'est un peintre de genre ayant eu une carrière modeste. Il obtient une médaille de 2e classe au Salon de 1848.

## Œuvres

### Œuvres exposées au Salon
- Jeune homme lisant, Salon de 1845
- Portrait de M. E… P…, Salon de 1845
- Conversation, Salon de 1846
- Nature morte, Salon de 1846
- Le concert, Salon de 1847
- Les deux roses, Salon de 1847
- Nature morte, Salon de 1847
- Nonchalance, Salon de 1848
- Promenade au bois, Salon de 1848
- Fleurs et chardons, Salon de 1848
- Nature morte, Salon de 1848
- Portrait de M. M…, Salon de 1848
- La visite, Salon de 1849
- Ascanio, ciseleur florentin du XVIe siècle, élève et ami de Benvenuto Cellini, Salon de 1850, musée d'Orsay, Paris[2]
- L'indiscrète, Salon de 1852
- Partant pour la ville, Salon de 1852
- L'intérieur, Salon de 1853
- Portrait de Mlle N…, Salon de 1853
- Les jeunes mères, Salon de 1855
- Deux musiciens, Salon de 1855
- L'amateur, Salon de 1857
- Le coin du feu, Salon de 1857
- Van Loo, Salon de 1859
- Le médecin plaisant, Salon de 1859
- Les trois âges, Salon de 1861, musée des Ursulines de Mâcon[3]
- La couturière, Salon de 1861
- Le joueur de guitare, Salon de 1861
- La partie de piquet, Salon de 1862
- Le fumeur, Salon de 1863
- Repas de famille, Salon de 1863
- Le livre de Ruth, Salon de 1864
- Les plaideurs, Salon de 1864, musée des Beaux-Arts de Marseille[4]
- Karel Dujardin, Salon de 1865
- Fleurs, Salon de 1865
- La lecture interrompue, Salon de 1867
- Paysage historique, Salon de 1867
- L'enfant prodigue, Salon de 1869
- Portrait de Mme F…, Salon de 1869
- Portrait de M.…, Salon de 1870

### Œuvres dans les collections publiques
- Paris, Musée d'Orsay
  - Asciano, ciseleur fiorentin du XVIeme siècle, éleve et ami de Benvenuto Cellini, bois, 22 x 160 cm. Se trouve au Rez-de-chaussée, Salle 10.
- Londres, Wallace Collection
  - Pheasants, bois, 16.5 x 21.7 cm. Se trouve dans la West Gallery III.

- Chartres, musée des Beaux-Arts[5]
  - Rigolo, bois, 10,5 × 13 cm, Chartres septembre 1869, offert à M. G. Miné, acquisition en 1883 : « Un chat assis au pied d'un lit regarde philosophiquement. Au fond, une fenêtre donne sur un jardin » ;
  - Nature morte, toile, 55 × 50 cm, acquisition vente Hénault, 1889 : « Une coupe en cristal contenant un bouquet de roses, de pavots, de coréopsis et autres fleurs est placée sur une table où se trouvent aussi un gant, un manche de couteau en faïence et une bonbonnière ».

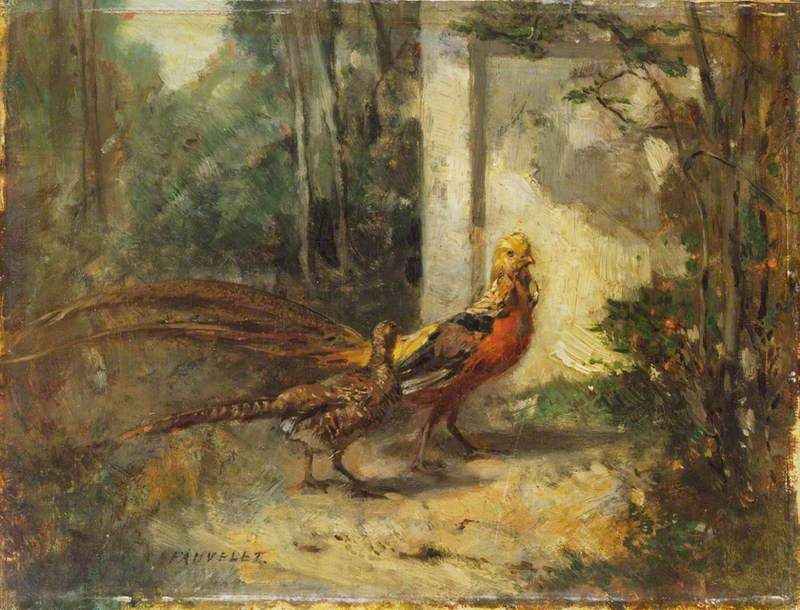
Faisans, Wallace Collection, Londres.
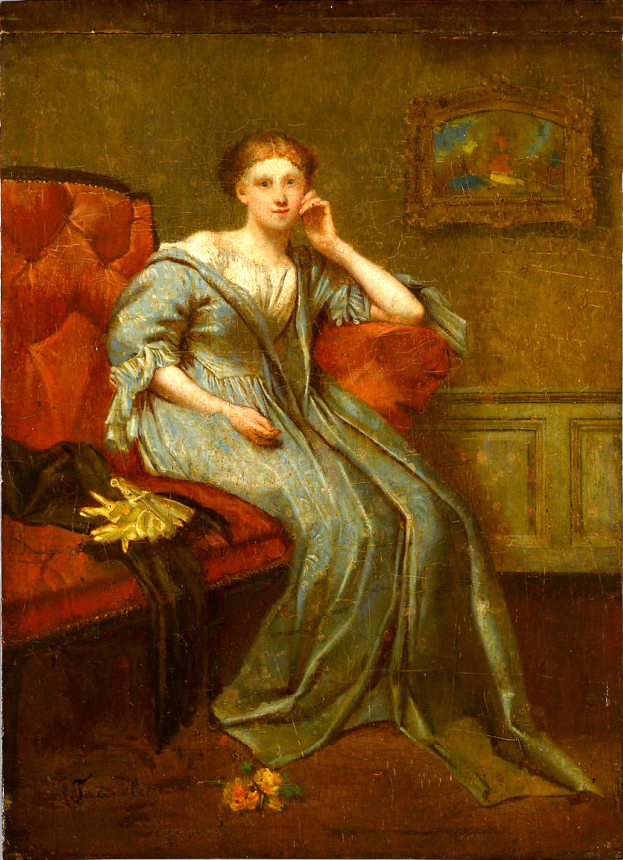
Portrait de jeune femme dans un intérieur, musée Magnin, Dijon.
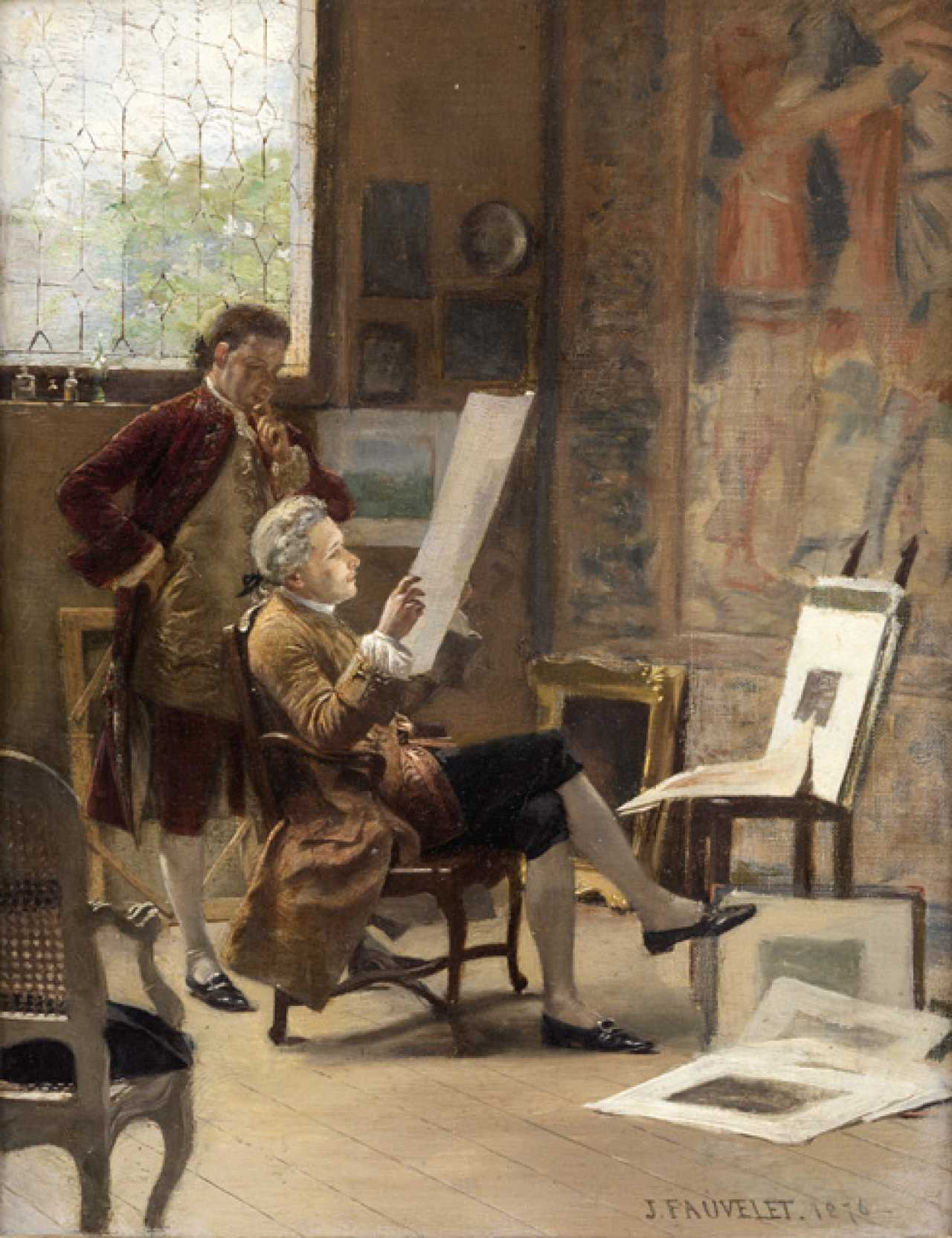
Visite au marchand d'art, 1876, collection privée.
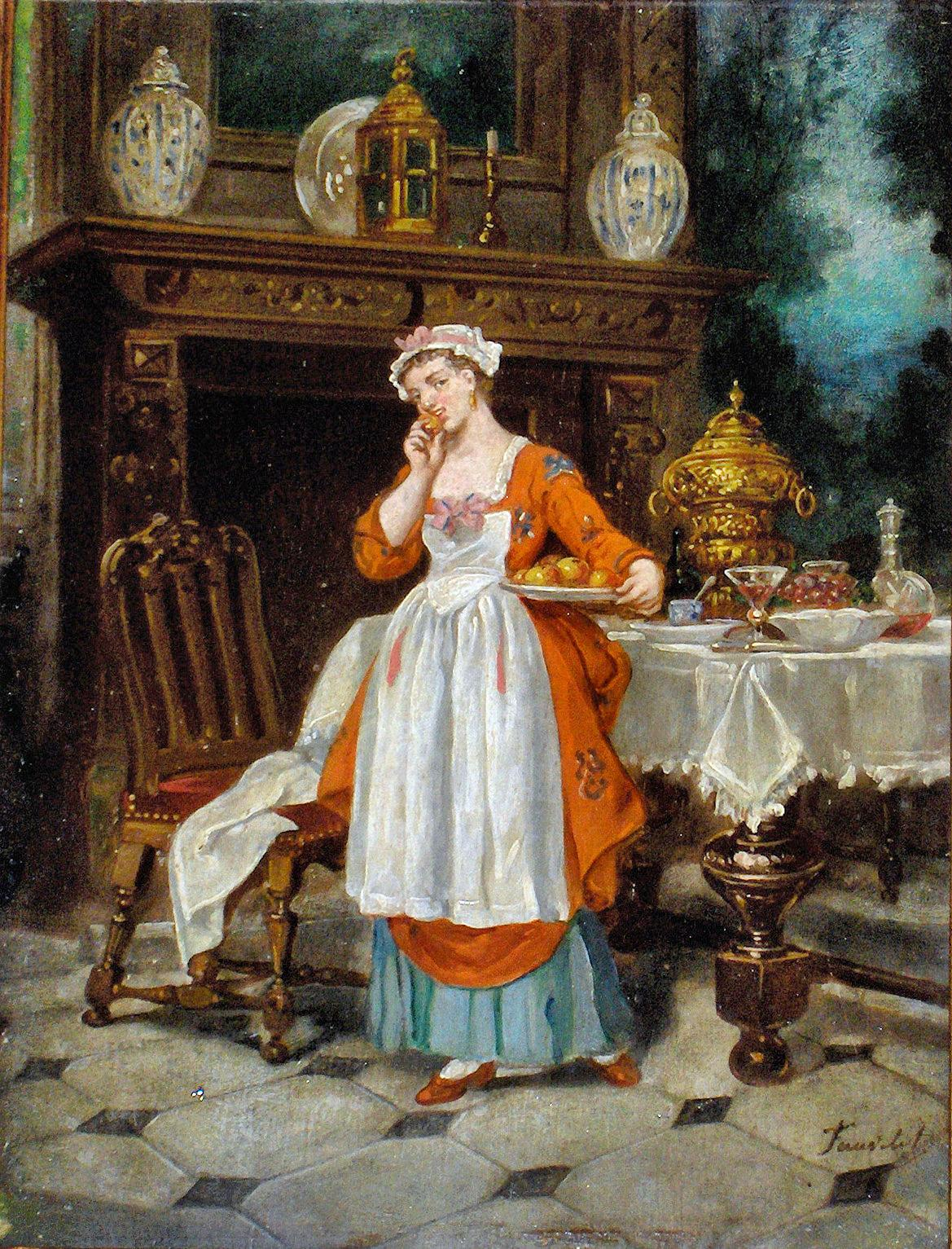
Intérieur avec une jeune femme, huile sur panneau, collection privée.
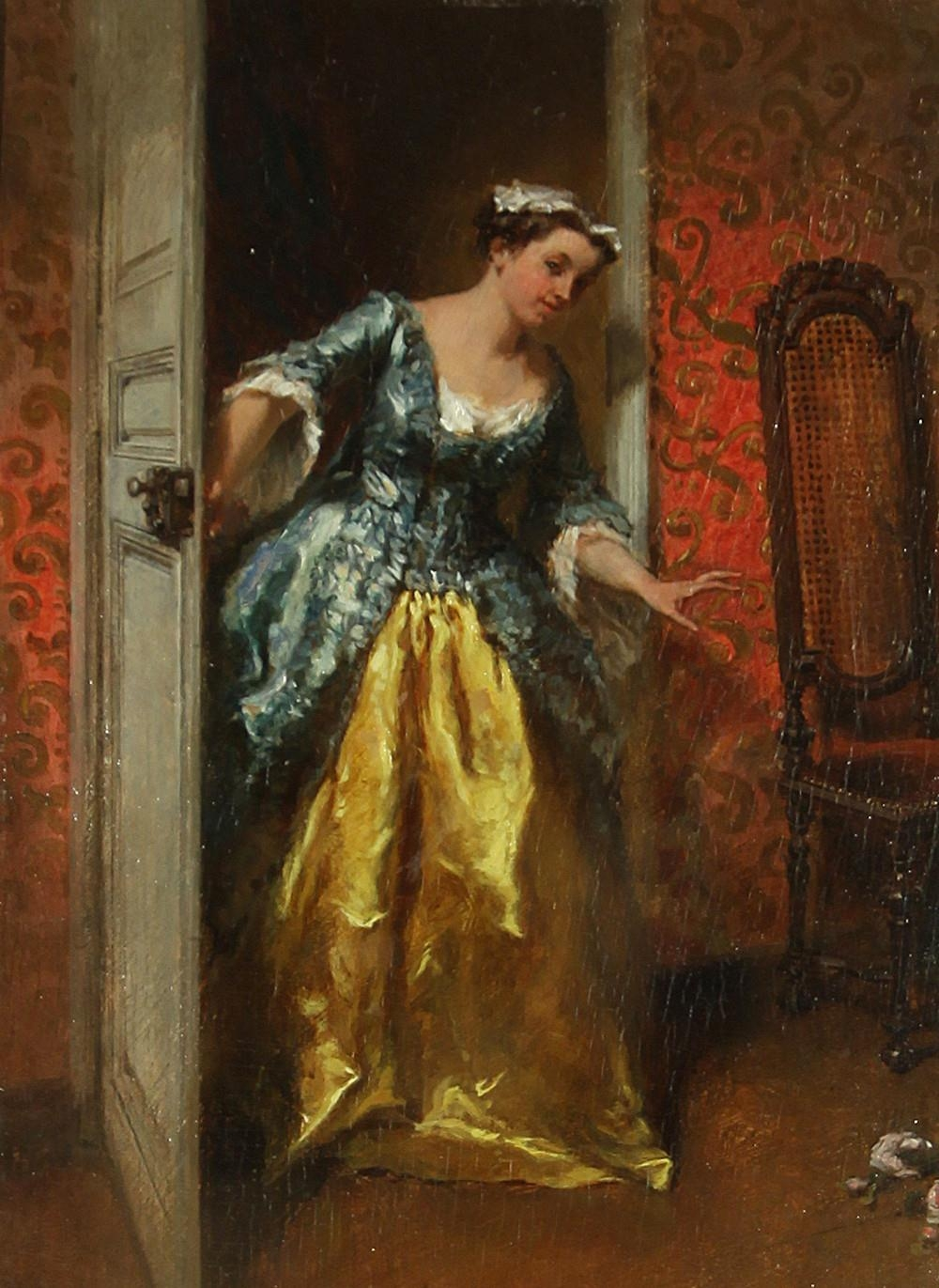
Le Souvenir, 29,5 × 24 cm.